# Eudorylaimus monhystera
Eudorylaimus monhystera är en rundmaskart som först beskrevs av De Man 1880.  Eudorylaimus monhystera ingår i släktet Eudorylaimus och familjen Dorylaimidae. Inga underarter finns listade i Catalogue of Life.